# La Gresle
La Gresle is een gemeente in het Franse departement Loire (regio Auvergne-Rhône-Alpes). De plaats maakt deel uit van het arrondissement Roanne. La Gresle telde op 1 januari 2022 849 inwoners.

## Geografie
De oppervlakte van La Gresle bedroeg op 1 januari 2022 14,75 vierkante kilometer; de bevolkingsdichtheid was toen 57,6 inwoners per km².

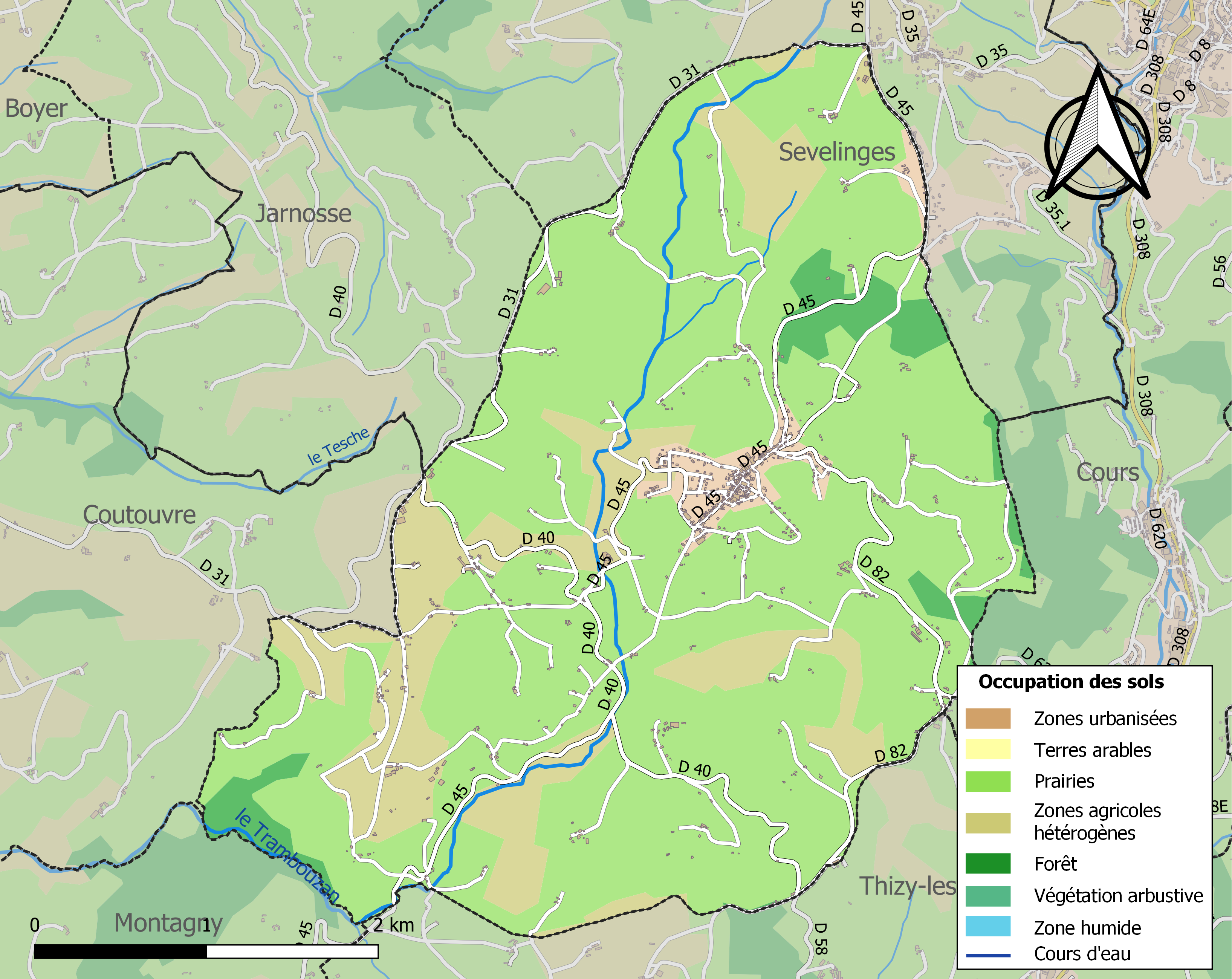
Kaart van de gemeente met de belangrijkste infrastructuur, bodemgebruik en omliggende gemeenten

## Demografie
Onderstaande figuur toont het verloop van het inwonertal (bron: INSEE-tellingen).